# Burundi ai Giochi della XXXII Olimpiade
Il Burundi ha partecipato ai Giochi della XXXII Olimpiade, che si sono svolti a Tokyo, Giappone, dal 23 luglio al 8 agosto 2021 (inizialmente previsti dal 24 luglio al 9 agosto 2020 ma posticipati per la pandemia di COVID-19) con 6 atleti in 3 discipline.

## Delegazione
| Sport            | Uomini | Donne | Totale |
| ---------------- | ------ | ----- | ------ |
| Atletica leggera | 2      | 1     | 3      |
| Nuoto            | 1      | 1     | 2      |
| Pugilato         | -      | 1     | 1      |
| Totale           | 3      | 3     | 6      |

## Risultati

### Atletica leggera
| Q | Qualificato al turno successivo per la posizione in qualificazione                                                           |
| q | Qualificato per il turno successivo per ripescaggio o, negli eventi su campo, conquistando la misura minima per qualificarsi |

Maschile
Eventi su pista e strada
| Atleta            | Evento      | Batteria  | Batteria  | Semifinale      | Semifinale      | Finale          | Finale          |
| Atleta            | Evento      | Risultato | Posizione | Risultato       | Posizione       | Risultato       | Posizione       |
| ----------------- | ----------- | --------- | --------- | --------------- | --------------- | --------------- | --------------- |
| Eric Nzikwinkunda | 800 m piani | 1'47"97   | 6º        | Non qualificato | Non qualificato | Non qualificato | Non qualificato |
| Olivier Irabaruta | Maratona    | N.D.      | N.D.      | N.D.            | N.D.            | 2'17"44 SB      | 39º             |

Femminile
Eventi su pista e strada
| Atleta             | Evento       | Batteria  | Batteria  | Semifinale | Semifinale | Finale          | Finale          |
| Atleta             | Evento       | Risultato | Posizione | Risultato  | Posizione  | Risultato       | Posizione       |
| ------------------ | ------------ | --------- | --------- | ---------- | ---------- | --------------- | --------------- |
| Francine Niyonsaba | 5000 m piani | DSQ       | DSQ       | N.D.       | N.D.       | Non qualificato | Non qualificato |

### Pugilato
| Atleta              | Evento               | Trentaduesimi        | Sedicesimi           | Ottavi di finale       | Quarti di finale     | Semifinali           | Finale               | Pos.            |
| Atleta              | Evento               | Avversaria Risultato | Avversaria Risultato | Avversaria Risultato   | Avversaria Risultato | Avversaria Risultato | Avversaria Risultato | Pos.            |
| ------------------- | -------------------- | -------------------- | -------------------- | ---------------------- | -------------------- | -------------------- | -------------------- | --------------- |
| Ornella Havyarimana | Pesi mosca femminile | N.D.                 | N.D.                 | N. Radovanović P (0-5) | Non qualificata      | Non qualificata      | Non qualificata      | Non qualificata |

### Nuoto
| Atleta              | Evento                      | Batterie | Batterie  | Semifinali      | Semifinali      | Finale          | Finale          |
| Atleta              | Evento                      | Tempo    | Posizione | Tempo           | Posizione       | Tempo           | Posizione       |
| ------------------- | --------------------------- | -------- | --------- | --------------- | --------------- | --------------- | --------------- |
| Belly-Cresus Ganira | 100 m stile libero maschili | 54"33    | 64º       | Non qualificata | Non qualificata | Non qualificata | Non qualificata |
| Odrina Kaze         | 50 m stile libero femminili | 33"39    | 79ª       | Non qualificata | Non qualificata | Non qualificata | Non qualificata |